# Neox
Neox és un canal d'Atresmedia Televisión que emet exclusivament a través de la Televisió Digital Terrestre i a les plataformes de televisió de pagament Movistar Plus+, Vodafone TV i Orange TV a Espanya, i SOM televisió a Andorra. La programació està orientada al públic adolescent (12-20 anys) i juvenil (21-30 anys), si bé també es dirigeix al públic infantil als matins a través del contenidor Kidz.
Emet sèries, cinema i programes juvenils d'entreteniment. Els seus programes més exitosos són Els Simpson, Family Guy, My Name Is Earl, American Dad, The Cleveland Show, Futurama, How I Met Your Mother, The Big Bang Theory, Modern Family o Skins.
El gener de 2008 no només se situà com el canal més vist de TDT, sinó també del conjunt de temàtiques. El seu màxim històric d'audiència el va aconseguir el 23 de maig de 2019 amb el capítol final de The Big Bang Theory.

## Imatge corporativa
En començar les seves emissions, la mosca del canal era simplement .neox. L'1 de gener de 2009 es va canviar per Neox pásate al 8, per a associar-lo amb el número 8 del comandament a distància. A final de 2009, la mosca va canviar per Neox somos el 8.
El 6 d'octubre de 2010 va retornar la imatge corporativa inicial, però més gran, i l'11 de març de 2011 se li va treure el punt, passant a ser simplement neox.

## Espais derivats del canal

### Feliz Año Neox
Feliz Año Neox és un espai que s’emet cada 30 de desembre a Neox. En aquest s’emeten les campanades avançades a la Puerta del Sol (Madrid) donant la benvinguda a l’any d’una manera humorística. A excepció del 2014, s’ha emès cada any des de 2011.

### Neox Fan Awards
Neox Fan Awards va ser una gala anual de entrega de premis emesa a Neox entre 2012 i 2015. Aquests premis celebraven els esdeveniments més importants a la música, el cine, la televisió, esports i altres categories i eren votats pels espectadors més grans de 14 anys a través d’internet. El format va durar quatre edicions (2012, 2013, 2014, 2015).

### Kidz
El 28 de maig de 2013, Atresmedia Televisión va anunciar el llançament de Neox Kidz, un programa dins del canal durant una franja de dilluns a diumenge.

## Neox HD

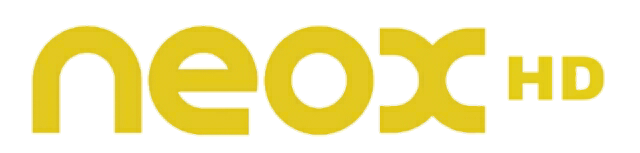
Logo neox HD

L'1 de desembre de 2015, el canal va estrenar oficialment el seu senyal en alta definició per Vodafone TV. El 4 de desembre de 2018 a les 8:00am del matí, Movistar+ va incorporar Neox HD a la seva graella

## Programes

### Sèries nacionals
- Un paso adelante
- Aquí no hay quien viva
- La familia Mata
- El Internado
- Los Protegidos
- Física o química

### Sèries internacionals
- The Simpsons
- American Dad
- Family Guy
- The Cleveland Show
- Skins
- Shin Chan
- The Big Bang Theory
- Zoey 101
- How I Met Your Mother
- Glee
- My Name Is Earl
- Modern Family

### Programació infantil
- Pokémon
- Almost Naked Animals
- Els Padrins Màgics
- Elinor a Curiousa
- Angry Birds Toons
- H20
- Zoey 101
- Robot and Monster
- Rocket Monkeys
- Lucky Fred
- Transformers: Rescue Bots
- B-Daman Crossfire
- Lalaloopsy

## Audiències
|      | Gener | Febrer | Març | Abril | Maig | Juny | Juliol | Agost | Setembre | Octubre | Novembre | Desembre | Mitjana Anual |
| ---- | ----- | ------ | ---- | ----- | ---- | ---- | ------ | ----- | -------- | ------- | -------- | -------- | ------------- |
| 2005 | -     | -      | -    | -     | -    | -    | -      | -     | -        | -       | 0,01%**  | 0,09%    | 0,05%         |
| 2006 | 0,1%  | 0,1%   | 0,1% | 0,1%  | 0,1% | 0,1% | 0,1%   | 0,1%  | 0,1%     | 0,1%    | 0,1%     | 0,1%     | 0,1%          |
| 2007 | 0,2%  | 0,2%   | 0,2% | 0,2%  | 0,2% | 0,2% | 0,2%   | 0,2%  | 0,2%     | 0,3%    | 0,2%     | 0,2%     | 0,2%          |
| 2008 | 0,3%  | 0,4%   | 0,4% | 0,5%  | 0,5% | 0,5% | 0,6%   | 0,7%  | 0,7%     | 0,7%    | 0,7%     | 0,8%     | 0,6%          |
| 2009 | 0,8%  | 0,9%   | 1,0% | 1,0%  | 1,0% | 1,1% | 1,4%   | 1,4%  | 1,4%     | 1,4%    | 1,5%     | 1,5%     | 1,2%          |
| 2010 | 1,5%  | 1,6%   | 1,7% | 2,0%  | 2,2% | 2,2% | 2,6%   | 3,0%  | 2,7%     | 2,5%    | 2,4%     | 2,5%     | 2,2%          |
| 2011 | 2,6%  | 2,6%   | 2,3% | 2,3%  | 2,4% | 2,4% | 2,9%   | 3,3%* | 2,9%     | 2,7%    | 2,8%     | 3,0%     | 2,7%          |
| 2012 | 2,7%  | 2,7%   | 2,7% | 2,6%  | 2,7% | 2,5% | 2,8%   | 2,8%  | 2,6%     | 2,4%    | 2,4%     | 2,3%     | 2,6%          |
| 2013 | 2,3%  | 2,3%   | 2,2% | 2,4%  | 2,4% | 2,4% | 2,4%   | 2,4%  | 2,3%     | 2,2%    | 2,2%     | 2,2%     | 2,3%          |
| 2014 | 2,2%  | 2,2%   | 2,3% | 2,4%  | 2,9% | 2,7% | 3,0%   | 3,0%  | 2,8%     | 2,5%    | 2,6%     | 2,7%     | 2,6%          |
| 2015 | 2,6%  | 2,7%   | 2,7% | 2,6%  | 2,5% | 2,5% | 2,5%   | 2,7%  | 2,5%     | 2,5%    | 2,5%     | 2,4%     | 2,6%          |
| 2016 | 2,5%  | 2,5%   | 2,5% | 2,3%  | 2,3% | 2,4% | 2,6%   | 2,5%  | 2,6%     | 2,5%    | 2,5%     | 2,5%     | 2,5%          |
| 2017 | 2,3%  | 2,5%   | 2,4% | 2,4%  | 2,5% | 2,6% | 2,5%   | 2,5%  | 2,4%     | 2,3%    | 2,6%     | 2,7%     | 2,5%          |
| 2018 | 2,5%  | 2,5%   | 2,4% | 2,2%  | 2,3% | 2,3% | 2,3%   | 2,6%  | 2,5%     | 2,4%    | 2,3%     | 2,4%     | 2,4%          |
| 2019 | 2,4%  | 2,4%   | 2,5% | 2,5%  | 2,6% | 2,5% | 2,7%   | 2,9%  | 2,4%     | 2,1%    | 2,0%     | 2,1%     | 2,4%          |
| 2020 | 2,0%  | 1,9%   | 1,9% | 2,1%  | 2,0% | 2,1% | 2,2%   | 2,1%  | 1,9%     | 1,7%    | 1,7%     | 1,8%     | 2,0%          |
| 2021 | 1,8%  | 1,8%   | 1,8% | 1,6%  | 1,7% | 1,7% | 1,8%   | 2,0%  | 1,8%     | 1,8%    | 1,8%     | 1,8%     | 1,8%          |
| 2022 | 2,1%  | 1,8%   | 1,7% | 2,0%  | 1,7% | 1,8% | 1,7%   | 2,0%  | 1,8%     | 1,8%    | 1,8%     | 1,7%     | 1,8%          |
| 2023 | 2,0%  | 2,0%   | 2,0% | 2,0%  | 1,9% | 2,0% | 2,0%   | 2,1%  | 2,1%     | 2,0%    | 2,0%     | 2,1%     | 2,0%          |
| 2024 | 2,0%  | 2,0%   | 2,0% | 1,9%  | 1,9% | 1,8% | 1,8%   | 2,0%  | 1,7%     | 1,7%    | 1,8%     | 1,8%     | 1,9%          |
| 2025 | 1,8%  | 1,8%   | 1,7% | 1,7%  | 1,8% | 1,7% | 2,0%   |       |          |         |          |          |               |

1. ↑  Va començar la seua primera emissió el 30 de novembre.

* Màxim històric | ** Mínim històric